# وو جوان
وو جوان (انگلیسی: Wu Juan؛ زادهٔ ۱ ژانویهٔ ۱۹۹۹) بازیکن زن راگبی ۷ نفره اهل چین است.
وی در مسابقات کشوری و بین‌المللی در مجموع برندهٔ ۱ مدال طلا شده‌است.